# François Dolez

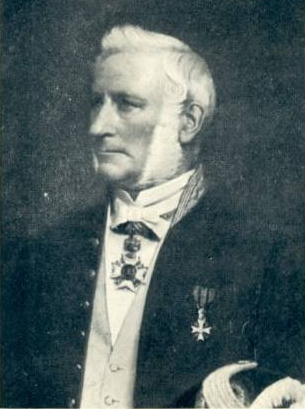

François Jean Baptiste Adelaide Auguste  Dolez (Bergen, 26 maart 1806 - aldaar, 19 juni 1883) was een Belgisch liberaal politicus en burgemeester.

## Levensloop
Hij was de zoon van Jean François Joseph Dolez en de oudere broer van Hubert Dolez, die ook politiek actief was. Als doctor in de rechten aan de Rijksuniversiteit Leuven vestigde hij zich als advocaat in Bergen en was meermaals stafhouder.
Voor de Liberale Partij werd hij verkozen tot gemeenteraadslid van Bergen, waar hij van 1834 tot 1840 en van 1860 tot 1866 schepen en van 1866 tot 1879 burgemeester was.
Van 1866 tot 1882 zetelde hij tevens namens het arrondissement Bergen in de Belgische Senaat.
De Dolezlaan in Bergen werd naar hem vernoemd.